# Pan American-Grace Airways
Pan American-Grace Airways, auch bekannt als Panagra und in ihrer Eigenwerbung als „The World's Friendliest Airline“ betitelt, war eine Fluggesellschaft, die als Joint Venture zwischen Pan American World Airways und Grace Shipping Company gegründet wurde. Am 13. September 1928 flog ein kleines einmotoriges Fairchild-Flugzeug von Lima, Peru, nach Talara, Peru. Dies war nicht nur der Beginn der Pan American-Grace Airways, sondern auch der Beginn des Linienflugverkehrs entlang der Westküste Südamerikas. Von diesem kurzen Flug im Jahr 1928 bis zu den Nonstop-Flügen von New York nach Südamerika mit Douglas DC-8 Intercontinental Jets im Jahr 1966 wurde Panagra 39 Jahre lang zum Standard für den Transport zwischen der Ostküste des US-Festlandes und der Westküste Südamerikas. Die Gesellschaft fusionierte 1967 mit Braniff International Airways, womit die kombinierte Fluggesellschaft zur größten US-Fluggesellschaft wurde, die Südamerika bediente.

## Gründung der Pan American-Grace Airways
Im Juni 1928 wurde die Pan American Airways Corporation, die ursprünglich als Aviation Corporation of the Americas bekannt war, mit dem Hauptzweck gegründet, das notwendige Kapital zu beschaffen, um ihre operative Tochtergesellschaft Pan American in die Lage zu versetzen, sich um verschiedene ausländische Luftpostverträge nach Lateinamerika zu bewerben. Diese Verträge sollten in Kürze vom United States Postmaster General gemäß des Foreign Air Mail Act von 1928 bekannt gegeben werden und Pan American war davon überzeugt, dass sie letztendlich den Betrieb im Rahmen der vergebenen Verträge durchführen würde.
Pan American behielt Recht und im Mai und Juli 1928 erhielt das neue Unternehmen drei Verträge für Luftpostdienste nach Lateinamerika. Konkret erhielt Pan American den Zuschlag für die Foreign Air Mail Route (FAM) Nr. 5 für den Dienst zwischen Miami und Panama in der Kanalzone. Interessanterweise hatte Pan American bereits strategisch entschieden, dass sie im Falle des Erhalts der FAM 5 eine Erweiterung der Dienste über die Kanalzone hinaus bis zur Westküste Südamerikas und entlang dieser beantragen würde. Die in New York ansässige Fluggesellschaft hatte auch Betriebsrechte für Kolumbien, Panama, Ecuador und Peru erworben und genügend Flugzeuge für den Betrieb des Streckensystems erworben.
Die operative Tochtergesellschaft der Aviation Corporation of America (AVCO), Pan American World Airways, betrieb nur zwölf Flugzeuge und beschäftigte 100 Mitarbeiter, während die gesamte Kapitalausstattung der AVCO Ende 1928 nur 3.775.000 US-Dollar betrug. Die Entwicklungen des Jahres 1928 gaben den Anstoß zur Gründung einer neuen Gesellschaft nach dem Recht von Delaware. Pan American schloss mit der W. R. Grace and Company eine Vereinbarung über den Betrieb von Fluglinien nach Peru ab, die in zwei Absichtserklärungen vom 31. August 1928 und 7. September 1928 festgehalten wurden. Im Rahmen dieser Vereinbarung zeichneten beide Unternehmen 25.000 US-Dollar an neuem Aktienkapital der neuen Panagra-Gesellschaft, die gemeinsam die Möglichkeit des Betriebs von Flug- und Postdiensten zwischen der Kanalzone und Valparaíso (Chile), prüfen sollte. Sollte AVCO zu dem Schluss kommen, dass es vorteilhaft wäre, sich um einen Postvertrag für diese Art von Diensten zu bewerben, dann würde die anfängliche Einlage von W. R. Grace als Aktien des neuen Unternehmens behandelt werden, was W. R. Grace die Möglichkeit geben würde, eine Beteiligung an dem neuen Unternehmen zu erwerben, die 50 Prozent seiner Kapitalisierung nicht überschreiten sollte.
In der Vereinbarung wurde auch festgelegt, dass Pan American die volle Verantwortung für den Betrieb der Luftverkehrsdienste übernehmen würde, während die W. R. Grace and Company in den Städten entlang der geplanten neuen Strecke als Agenten für das neue Unternehmen fungieren würden, das als Peruvian Airways Corporation eingetragen wurde. Im September 1928 brachten beide Unternehmen 25.000 US-Dollar an Kapital in Peruvian Airways ein und bildeten eine 50/50-Partnerschaft. Am 31. Januar 1929 schrieb der United States Postmaster General einen Vertrag für die Foreign Air Mail Route No. 9 aus, die sich von Panama entlang der Westküste Südamerikas bis nach Santiago de Chile, erstrecken sollte, mit einer Option für den Postmaster General, eine Verlängerung von Santiago über den unteren Gürtel der Anden nach Buenos Aires, Argentinien, und weiter nach Montevideo, Uruguay, anzubieten.
Am 21. Februar 1929 gaben Pan American World Airways und W. R. Grace and Company die Gründung der Pan American-Grace Airways, Inc. bekannt, um sich um den neuen Luftpostvertrag zu bewerben. Die neue Gesellschaft bewarb sich um den Vertrag und beide Partner zeichneten jeweils 500.000 US-Dollar für die Kapitalausstattung der neuen Pan American-Grace Gesellschaft, die auch die ursprünglichen Beträge enthielt, die für die ursprüngliche Betreibergesellschaft, die Peruvian Airways Corporation, gezeichnet wurden.

## Erste planmäßige Dienste
Die neue Betreibergesellschaft von Pan American und W. R. Grace, die Peruvian Airways Corporation, kaufte am 1. August 1928 ihr erstes Flugzeug. Das neue Verkehrsflugzeug, ein Eindecker vom Typ Fairchild P-1, hatte eine Kabine für vier Passagiere und wurde von einem Wright Whirlwind-Motor mit einer Leistung von 220 PS angetrieben. Fünf Wochen später, am 13. September 1928, eröffnete die neue Fairchild P-1 den ersten kommerziellen Linienflug entlang der Westküste Südamerikas mit einem Nonstop-Flug von Lima, Peru, nach Talara, Peru, bei dem sowohl Passagiere als auch Post befördert wurden.
Die kleine Fairchild beförderte auf dem Eröffnungsflug, der von einer Rennstrecke in Lima startete, nur ein paar Briefe und eine volle Ladung sowie vier Passagiere. Bei der Ankunft in Talara landete das legendäre Flugzeug auf einem „Flughafen“ in Talara, der ein Fußballfeld war. Trotz dieser Nachteile wurde der erste Flug der Pan American Grace Airways erfolgreich und ohne Zwischenfälle durchgeführt.

## Zuschlag für Panagras ersten ausländischen Luftpostvertrag
Ausgestattet mit einem neuen Gesetz über ausländische Luftpost (Foreign Air Mail Act) vom 2. März 1929, der den Act von 1928 modifizierte, indem es dem United States Postmaster General erlaubt war, Fluggesellschaften für den Transport aus dem Ausland in die Vereinigten Staaten zusätzlich zur ausgehenden Richtung zu bezahlen, und dem Postmaster-General war es auch erlaubt weitere ausländische Luftpostverträge, die über das Gesetz von 1928 ausgestellt wurden, mit den gleichen neuen Bestimmungen zu ändern. Am selben Tag erteilte der US Postmaster Pan American Grace den Foreign Air Mail Contract No. 9.
Interessant war der Umstand, dass gleich mehrere weitere Beförderungsunternehmen ebenfalls ein Angebot für die neue Route 9 abgegeben hatten, worunter sich auch einige mit einem niedrigeren Angebot als das der Panagra befanden. Der Postmaster General wies jedoch darauf hin, dass es in seinem Ermessen liege, welches Unternehmen letztendlich den Zuschlag erhalte. Der Postmaster General stellte fest, dass Pan American aufgrund seiner Erfahrung in der Region den anderen Bietern weit voraus war und daher der niedrigste „verantwortungsvolle Bieter“ war, der die Bedürfnisse der Regierung zufriedenstellend erfüllen konnte. Der Postmaster-General stellte auch fest, dass Pan American zwei Jahre lang Vorbereitungen für die neue Strecke entlang der Westküste Südamerikas getroffen hatten, und dass der erfolgreiche Betrieb des Dienstes in der Karibik sowie die Bedeutung der bereits vorhandenen Infrastruktur entlang der vorgeschlagenen Strecken entlang der Westküste, die von W. R. Grace in Betrieb genommen und eingerichtet worden waren, und schließlich die finanziellen Möglichkeiten von Pan American und W. R. Grace eine weitere wichtige Rolle bei der Vergabe spielten.

## Einweihung der FAM (Foreign Air Mail) Route 9
Am 12. Juli 1929 eröffnete Pan American Grace ihren ersten Dienst auf der FAM Route 9. Bis Ende 1929 bediente Pan American die Strecke jedoch bis nach Guayaquil, Ecuador und setzte dabei Flugzeuge und Personal der PAA ein.

## Erstmals über die Anden
Am 12. Oktober 1929, nur 13 Monate nach dem geschichtsträchtigen Erstflug, eröffnete Panagra den erfolgreichen kommerziellen Flug über die Anden. Das Ford Trimotor-Flugzeug der Pan American Grace verließ Buenos Aires, Argentinien, und nahm Kurs auf Chile. Der altehrwürdige Ford überflog die flache Pampa und landete dann in Mendoza, Argentinien, wo er aufgetankt und für die nächste Etappe vorbereitet wurde.
Wieder in der Luft, überquerte der Trimotor die Andenkordillere und dann den Uspallata-Pass, wo er in einer Höhe von 18.000 Fuß landete. Nachdem die Maschine achteinhalb Stunden zuvor die argentinische Hauptstadt verlassen hatte, landete sie wieder auf dem Flughafen Los Cerrillos in Santiago.

## Die Magna Carta der Luftfahrt
Der Mitbegründer und Präsident von Braniff Airways, Thomas Elmer Braniff, bezeichnete den Civil Aeronautics Act von 1938 als die Magna Carta der Luftfahrt, weil er die gesamte Branche zu einem zusammenhängenden Ganzen revolutionierte, das den Luftfahrtunternehmen in den Vereinigten Staaten eine herausragende Stellung verschaffte. Das Gesetz, das am 23. Juni 1938 unterzeichnet wurde, übertrug die Zuständigkeit für die nicht-militärische Luftfahrt vom Bureau of Air Commerce auf die neu gegründete Civil Aeronautics Agency, die den Betrieb aller Fluggesellschaften des Landes beaufsichtigen sollte, und zwar sowohl aus wirtschaftlichen Gründen als auch aus Sicherheitsgründen und -anforderungen. Die Fluggesellschaften mussten nun ein Certificate of Public Convenience and Necessity (Zertifikat über die öffentliche Zweckmäßigkeit und Notwendigkeit) vorlegen, um nachzuweisen, dass ihr Dienst den Bedürfnissen der Nation im Luftverkehr entsprach.
Nach Inkrafttreten des Gesetzes wurde Pan American und Pan American Grace-Airways sofort empfohlen, dieses Zertifikat anzufordern. Beide Fluggesellschaften betrieben nun einen „Kreis“ von Diensten rund um Südamerika, und ihre Rentabilität war wichtiger als je zuvor. Pan American wies darauf hin, dass die Dienste der beiden Fluggesellschaften eher komplementär als konkurrierend sein sollten, was auch in fast allen Fällen der Fall war. Ein großer Prozentsatz des Verkehrs, den Pan American von der Kanalzone zum Festland der Vereinigten Staaten beförderte, war das Ergebnis des Durchgangsverkehrs von Pan American Grace von Zielen entlang der Westküste Südamerikas in die Kanalzone, und dasselbe galt für Pan American Grace von Pan Americas südwärts gerichteten Flügen in die Kanalzone. Die Zertifikate wurden von der neuen CAA fast unverzüglich ausgestellt.

## Flug von den USA nach Buenos Aires im Jahr 1939
Das Streckennetz von Panagra erstreckte sich von Panama und der von den USA kontrollierten Panamakanalzone bis nach Santiago de Chile und Buenos Aires. Das Streckennetz wurde 1929 gegründet, um mit der in deutschem Besitz befindlichen Sociedad Colombo Alemana de Transportes Aéreos zu konkurrieren und hatte in den 1940er und 1950er Jahren in Teilen Kolumbiens und Südamerikas ein Quasi-Monopol auf den Luftverkehr.
Im Jahr 1939 musste ein Passagier, der von den USA nach Buenos Aires reisen wollte, in Miami ein Pan Am Sikorsky S-42 Flugboot besteigen und nach Colón (Stadt, Panama) in der Kanalzone fliegen, dort übernachten und dann eine Panagra Douglas DC-2 oder DC-3 besteigen und nach Buenos Aires fliegen, mit Zwischenstopps in Guayaquil, Arica und Santiago de Chile. Diese Strecke war einen ganzen Tag schneller als der Pan-Am-Dienst, der über die brasilianische Küste führte. Der einfache Flug von Miami nach Buenos Aires kostete 550 US-Dollar (umgerechnet 11.591 US-Dollar im Jahr 2021). Nach dem Zweiten Weltkrieg konnten Flugzeuge auch nachts über Südamerika fliegen und 1947 unternahm eine Panagra Douglas DC-6 einen Linienflug von Miami nach Buenos Aires in 20 Stunden und 25 Minuten.
Pan Am brachte die DC-6 über die Karibik nach Albrook Field in der Nähe von Balboa, Panama, wo die Panagra-Flugbesatzungen die Maschine übernahmen. Im Jahr 1949 wurden die Panagra-Flüge nach Panama zum Flughafen Panama–Tocumen verlegt. 1955 begannen Panagra Douglas DC-6Bs und DC-7Bs Washington, D.C. und New York City zu bedienen, wobei diese Flüge von National Airlines Crews nördlich von Miami durchgeführt wurden. Im Jahr 1957 war der Panagra DC-7B-Dienst über Lima vom New Yorker Idlewild Airport (später in JFK Airport umbenannt) nach Buenos Aires mehrere Stunden schneller als der Pan Am DC-7B-Dienst über Rio de Janeiro.

## Schaffung des Pan American Grace Juggernauts
Die komplementären Dienste von Pan American und Pan American Grace führten immer wieder zu Situationen, die kurz davor waren, Kartellverstöße auszulösen. Es war die Zeit der späten 1940er Jahre und eine Reihe von Vereinbarungen zwischen Pan American und Panagra, die einen Kampf in Gang setzten, der erst mit der Fusion von Pan American Grace mit Braniff Airways im Februar 1967 enden sollte.
1946 schlug Pan American dem Civil Aeronautics Board (das 1938 gegründet wurde, um die wirtschaftlichen und streckenbezogenen Angelegenheiten der Fluggesellschaften zu übernehmen) vor, dass bestimmte Pan American Grace-Flugzeuge an die PAA verchartert und von der PAA auf bestimmten Strecken nördlich der Panama-Kanal-Zone und insbesondere zwischen dort und dem Gateway in Miami, Florida, betrieben würden. Damit wurde ein bequemer Service für Passagiere geschaffen, die zwischen PAA- und Panagra-Routen reisten.
Diese als „Through-Flight Agreement“ (Durchgangsflug-Abkommen) bekannte Vereinbarung wurde 1947 von der CAB genehmigt. Ein weiterer wichtiger Teil dieses Abkommens sah auch die eventuelle Ausweitung dieses Abkommens über Miami hinaus bis nach New York City vor, falls Pan American jemals die Genehmigung zum Betrieb dieses speziellen Streckenabschnitts erhalten würde. Dementsprechend schlossen Pan American und Panagra 1949 eine Vereinbarung mit der in Miami ansässigen National Airlines ab, die es ermöglichte, Flugzeuge der Pan American Grace Airways für den Betrieb auf der Strecke zwischen Miami und New York an National zu verchartern und damit einen Ein-Flugzeug-Service von Buenos Aires nach New York einzurichten. National Airlines beschloss 1950, aus dem Abkommen auszusteigen, woraufhin PAA und Panagra ein ähnliches Abkommen mit der in Miami ansässigen Eastern Air Lines für die gleiche Strecke Miami-New York schlossen. Das Abkommen wurde 1951 der CAB vorgelegt, aber letztendlich wurde Eastern und Braniff ein Austauschabkommen für Flüge zwischen New York und Südamerika zugesprochen.

## Der Weg von Panagra zu Braniff Airways
Panagra war der Hauptkonkurrent von Braniff International Airways an der südamerikanischen Westküste, seit Braniff im Juni 1948 den Flugbetrieb in dieser Region aufgenommen hatte. Die Geschichte von Panagra reicht bis ins Jahr 1928 zurück, demselben Jahr, in dem Braniff gegründet wurde. Die Fluggesellschaft entstand aus der Fusion von Peruvian Airways und Chilean Airways. Die neue Gesellschaft Pan American-Grace Airways, Inc. befand sich zu gleichen Teilen im Besitz von Pan American World Airways, Inc. und W. R. Grace and Company, der größten Reederei Südamerikas.
Bereits 1953 hatte das Civil Aeronautics Board empfohlen, Pan Am von Panagra zu trennen, da Pan Am seit Jahrzehnten den Flugverkehr in der Region und zwischen den USA und Lateinamerika kontrollierte. Nach jahrelangen gescheiterten Verhandlungen zwischen den beiden Fluggesellschaften wurde das Mandat schließlich erfüllt. Der Präsident von Braniff, Charles Edmund Beard, hatte 1964 eine frühere Vereinbarung über den Kauf von Panagra durch Braniff für 22 Millionen US-Dollar ausgehandelt. Es wurde vereinbart, dass Braniff die Hälfte der Panagra von W. R. Grace für 11 Millionen US-Dollar kauft und die Verhandlungen über den Kauf der Pan Am-Hälfte von Panagra sollten bis Anfang 1965 fortgesetzt werden. Als Fusionsdatum war der Spätsommer 1965 vorgesehen, aber der legendäre Gründer und Präsident von Pan American, Juan Trippe, nahm das Angebot von Braniff nicht an. Mit der Neubesetzung des Braniff-Managements im April 1965 verzögerte sich der Zusammenschluss weiter, bis die neue Führungsgruppe eine zusätzliche Bewertung vornehmen konnte.
Pan Am stand unter dem Druck des Civil Aeronautics Board, das das Justizministerium aufgefordert hatte, Anklage gegen Pan Am zu erheben, um kartellrechtliche Probleme zu lösen, in die die Fluggesellschaft verwickelt war, indem sie die Expansion von Panagra nach Norden begrenzte. Panagra flog nur bis nach Panama und dehnte sich entlang der Westküste Südamerikas nach Süden aus, u. a. nach Cali (Kolumbien), Quito und Guayaquil (Ecuador), Lima (Peru), La Paz (Bolivien), Antofagasta und Santiago (Chile) und Buenos Aires (Argentinien). Pan Am führte Passagierlinienflüge von Panama nach Miami durch.
Ein New Yorker Bundesgericht entschied, dass Pan Am durch sein Vorgehen bei der Begrenzung der Expansion von Panagra im Norden gegen das Sherman-Kartellgesetz verstoßen hat. Das New Yorker Gericht befand, dass Panagra nicht gegen das Kartellgesetz verstieß, Pan Am jedoch schon und sollte sich von den Panagra-Aktien und deren Besitz trennen. Im Jahr 1963 wurde der Fall an den Supreme Court verwiesen, der entschied, dass der Fall in die Zuständigkeit des Civil Aeronautics Board fällt. Im Dezember 1965 verhandelte Braniff International erfolgreich über den Kauf des 50-prozentigen Anteils von der W. R. Grace and Company an Panagra für 15 Millionen US-Dollar. Drei Monate später, am 17. März 1966, schloss Braniff eine weitere Vereinbarung über den Kauf des 50-prozentigen Anteils von Pan American World Airways an Panagra für den gleichen Betrag ab. Der Plan wurde dem Civil Aeronautics Board vorgelegt, das die Fusionsvereinbarung im Juli 1966 genehmigte.

## Fusion von Panagra mit Braniff International
Am 1. Februar 1967 fusionierte Braniff International mit Pan American Grace Airways, auch bekannt unter dem Handelsnamen Panagra. Braniff kaufte die 39 Jahre alte südamerikanische Westküstenfluggesellschaft für 30 Millionen US-Dollar von ihren beiden Eigentümern, W. R. Grace and Company und Pan American World Airways, Inc. Einen Monat zuvor, im Januar 1967, hatte Braniffs Executive Vice President Charles Edward Acker dem stellvertretenden Generalrat von W. R. Grace and Company, Walter Morris, einen Scheck über 15 Millionen US-Dollar überreicht, was den historischen Abschluss der Fusion zwischen den beiden Fluggesellschaften signalisierte. Zuvor hatte Braniff der Pan American World Airways einen Scheck in Höhe von 15 Millionen US-Dollar für ihren halben Anteil an Panagra überreicht. Nachdem die Zahlungen erfolgt waren, konnte die Fusion vollzogen werden.
Braniff zahlte einen sehr geringen Betrag für Panagra, der eine Flotte von DC-8-31-Jets sowie vorausbezahlte Anzahlungen in Höhe von 27 Mio. USD für fünf bestellte DC-8-62 Intercontinental Jets umfasste, die ab Sommer 1967 an Braniff geliefert wurden. Zum Zeitpunkt der Fusionsverhandlungen 1964 hatte Panagra die fünf Super-62-Jets noch nicht bestellt. Die neue Verhandlungssumme von 30 Millionen USD umfasste die neuen Jets und ihre stattlichen Anzahlungen, während die Zahl von 1964 in Höhe von 22 Millionen USD die DC-8-31 und eine alternde Flotte von Propellerflugzeugen einschloss.
Präsident Lyndon B. Johnson genehmigte die Fusion im Oktober 1966 und am 19. Januar 1967 schloss Braniff International den Kaufvertrag ab. Die beiden Fluggesellschaften fusionierten am 1. Februar 1967 und die kombinierte Fluggesellschaft führte 30 Flüge pro Woche nach Südamerika durch. Braniff erwarb auch die Beteiligung von Panagra an der peruanischen Fluggesellschaft Faucett.
Der Vorstandsvorsitzende von Braniff, Harding L. Lawrence, gab auf einer Pressekonferenz in New York City den Kauf von Panagra bekannt. „Dies ist vielleicht die bedeutendste Entwicklung im Luftverkehr zwischen Nord- und Südamerika seit der Einführung des Düsenflugzeugs“, sagte Lawrence. Er erklärte weiter: „Am 1. Februar wird Braniff die lateinamerikanischen Aktivitäten von Panagra mit Braniff zusammenlegen und den ersten kombinierten Dienst unter dem Namen Braniff International aufnehmen.“
Lawrence betonte, dass es zu einer raschen Integration der beiden Fluggesellschaften und zu einer umfassenden Reorganisation beider Unternehmen kommen würde. Monatelange intensive Planungen wurden abgeschlossen und in die Wege geleitet, um einen reibungslosen Übergang einzuleiten, bei dem der Schwerpunkt auf der Führung, der Übertragung von Zuständigkeiten und der effektiven Nutzung der 9918 kombinierten Mitarbeiter als Ergebnis der Fusion liegen würde.

## Verbesserte Bedingungen und Flugzeuge aus dem Zusammenschluss
Der neue Dienst, der aus der Zusammenlegung der beiden Fluggesellschaften resultierte, umfasste die ersten durchgehenden Flüge von San Francisco und Los Angeles nach Lima und La Paz sowie Lima und Santiago, so dass ein Umsteigen in Panama-Stadt nicht mehr erforderlich war. Außerdem wurde zum ersten Mal eine neue Nonstop-Verbindung zwischen Santiago, Chile und Miami eingerichtet.
Vor dem Zusammenschluss starteten viele der Flüge von Braniff und Panagra zur gleichen Zeit, doch nun sollten sie in gleichen Abständen stattfinden, um den Braniff-Passagieren einen flüssigeren und bequemeren Flugplan zu bieten. Zum ersten Mal werden auch fünf US-Gateways genutzt, darunter New York, Miami, Houston, Los Angeles und San Francisco, so dass von jedem größeren Teil des amerikanischen Festlandes aus Flüge nach Südamerika angeboten werden können.
Braniff erwarb im Zuge der Fusion sieben gebrauchte Flugzeuge und bestellte fünf neue Maschinen. Die Panagra-Flotte umfasste zwei Douglas DC-7B, einen Douglas DC-8-55F (Frachter) Jet Trader, der 1966 von Douglas geleast wurde, vier Douglas DC-8-31 und Bestellungen für fünf Douglas DC-8-62 Intercontinental Jets. Die Douglas DC-7B (N51703 und N51704) wurden schnell ausgemustert, so dass nur die vier DC-8-31 und ein Flugzeug der Serie -55 im Braniff-System verblieben. Die DC-8-31 Flugzeuge wurden als N8274H, N8275H, N8276H und N8277H bei Panagra registriert. Braniff registrierte die N8274H als N1800, die N8276H als N1801 und die N8277H als N1802, wobei die N8275 während ihrer Dienstzeit bei Braniff unter diesem Kennzeichen blieb.

## Farbgebung innerhalb der Panagra-Flotte
Die DC-8-55F Jet Trader war als N1590U registriert und wurde mit diesem Kennzeichen auf den Namen von Braniff umgeschrieben. Alle fünf DC-8-Flugzeuge wurden zunächst im grün-gelben Panagra-Farbschema belassen, doch wurden an beiden Seiten des Rumpfes schwarze Alexander Girard Braniff International-Titel angebracht, die die Pan American Grace-Titel ersetzten. Das Panagra-Feder-Logo auf dem Heck wurde durch ein großes Alexander Girard BI-Logo in Schwarz ersetzt.
Nach Mai 1967 wurden vier der DC-8 in dem 1967er Alexander Girard/Harper und George Solid Color Scheme lackiert. N1800 war in Dark Panagra Green lackiert, N1801 in Orange, N1802 in New Dark Blue und der Jet Trader in Orange. Die DC-8-31 wurden schnell aus der Braniff-Flotte ausgemustert, da die neuen DC-8-62 Intercontinental Jets ab dem 22. August 1967 bis zum 19. Dezember 1967 ausgeliefert wurden. Die Flugzeuge der Serie -62 wurden nie in einem vorgeschlagenen Panagra-Konzept-Farbschema lackiert, sondern wurden stattdessen in der aktualisierten Harper and George-Farbpalette von 1967 für das Girard Solid Color Scheme ausgeliefert. Harper und George nutzten die Farben des Panagra DC-8 Concept Color Scheme Green und Yellow als Inspiration für die Panagra Green und Panagra Yellow Solid Farben.

## Erster Einsatz von Strahlflugzeugen in Südamerika
Panagra trat 1960 mit der Einführung neuer Douglas DC-8-31-Jetliner in das Düsenzeitalter ein.
Laut dem Panagra-Systemflugplan vom 15. Juli 1966 betrieb die Fluggesellschaft den DC-8-Jetdienst El Inter Americano zwischen verschiedenen Zielen in Lateinamerika und Los Angeles (Los Angeles International Airport), Miami (Miami International Airport), New York City (John F. Kennedy International Airport) und San Francisco (San Francisco International Airport). Panagra arbeitete zu diesem Zeitpunkt noch mit National Airlines und Pan American World Airways zusammen, was den Flugverkehr zwischen den USA und Lateinamerika betraf. In diesem Flugplan waren die folgenden von Panagra angeflogenen Ziele in Mittel- und Südamerika aufgeführt: Antofagasta, Chile; Buenos Aires, Argentinien; Cali, Kolumbien; Guayaquil, Ecuador; La Paz, Bolivien; Lima, Peru; Panama-Stadt, Panama; Quito, Ecuador und Santiago, Chile.

## Braniffs Südamerika-Routen nach 1983
Panagra fusionierte 1967 mit Braniff International Airways. Braniff betrieb die ehemaligen Panagra-Routen nach Südamerika bis 1982, als Eastern Air Lines die südamerikanischen Aktivitäten von Braniff aufkaufte. Ab 1990 wurden diese Strecken dann von American Airlines betrieben, die sie von Eastern Air Lines übernommen hatte.

## Panagra-Neugründung
Der Name Panagra wurde in den späten 1990er Jahren wiederbelebt, als eine neue Fluggesellschaft, die sich Panagra Airways nannte, Boeing 727-200-Flugzeuge einsetzte.

## Geistiges Eigentum der Pan American-Grace Airways
Das geistige Eigentum von Pan American Grace Airways und Panagra ist derzeit im Besitz von Braniff Airways, Inc. und wird von der Braniff Airways Foundation in Dallas, Texas, verwaltet. Alle Plakate von Pan American Grace Airways wurden von der Agentur J. W. Thompson in den Büros der Fluggesellschaft in Lima, Peru, entworfen. Diese Plakate, die den ebenfalls in Südamerika hergestellten Themenplakaten von Braniff aus der Mitte des letzten Jahrhunderts ähneln, sind nicht gemeinfrei, sondern wurden in den Vereinigten Staaten urheberrechtlich wiederhergestellt. Die geistigen Eigentumsrechte an diesen Plakaten liegen vollständig bei Braniff Airways, Inc.

## Zwischenfälle
- Am 3. Februar 1931 stürzte eine Fairchild FC-2 mit dem Luftfahrzeugkennzeichen NC8023 auf einem Flug von Buenos Aires, Argentinien vor der Küste von Buenos Aires unter unbekannten Umständen ab, das Schicksal der Besatzung und der Passagiere blieb ungeklärt.
- Ebenfalls am 3. Februar 1931 stürzte eine auf einem Postflug befindliche Fairchild FC-2W2 mit dem Kennzeichen NC8026 zwischen Arauca, Kolumbien und Antofagasta, Chile  ab. Die Fairchild stürzte bei Piedra de las Montijitas, etwa 11 km nördlich von Caleta Buena, unter unbekannten Umständen ins Meer. An Bord befanden sich die beiden Piloten Kapitän C. Thompson und Kopilot Luis Morales sowie acht Postsäcke. Es gab keine Verletzten und sechs der acht Postsäcke wurden zusammen mit dem Flugzeug geborgen, das anschließend auf einem nahe gelegenen Pier abgestellt wurde. Das Flugzeug musste später als Totalverlust abgeschrieben werden.
- Am 7. Februar 1931 stürzte ein Sikorsky S-38B-Amphibienflugzeug mit dem Kennzeichen NC306N auf dem Weg nach Cristobal in der Panamakanalzone bei der Landung in der Bucht von Limon bei Colon, Panama ab. Es gab keine Verletzten.
- Am 1. April 1931 stürzte ein Flugzeug des Typs Ford Trimotor (Kennzeichen NC8418) mit dem Namen „San Cristobal“ auf dem Flug nach Ovalle, Chile bei der Landung auf dem Flughafen Ovalle ab, wobei die Unfallumstände ungeklärt blieben. Alle sieben Personen an Bord überlebten, das Flugzeug erlitt dabei einen Totalverlust.[12]
- Am 16. Juli 1932 befand sich eine Ford Trimotor mit dem Kennzeichen NC403H und dem Namen „San Jose“ auf dem Weg von Santiago, Chile, nach Buenos Aires, Argentinien, mit einer geplanten Zwischenlandung in Mendoza, Argentinien. Als das Flugzeug über den Anden östlich von Santiago flog, geriet es in einen schweren Schneesturm und stürzte in der Nähe von El Plomo in bergigem Gelände ab. Es gab keine Überlebenden. Die Suche nach der Unfallstelle blieb zunächst erfolglos und wurde nach einigen Tagen abgebrochen. Zwanzig Monate später wurde das Flugzeug jedoch von Wanderern gefunden.[13]
- Am 11. März 1933 stürzte eine Fairchild FC-2W2 mit dem Kennzeichen NC9723 auf einem Flug nach Mendoza (Argentinien) 30 km vor dem Ziel unter unbekannten Umständen ab. Es gab keine Todesopfer.[14]
- Am 22. März 1934 stürzte eine Ford Trimotor mit dem Kennzeichen NC407H auf dem Flug von Lima, Peru kurz nach dem Start von der Landebahn wegen eines Motorschadens ab. Die beiden Piloten und ein Passagier kamen ums Leben, die anderen zwölf Passagiere überlebten.[15]
- Am 11. Juni 1934 ging eine Ford 5-AT-C Tri-Motor mit dem Kennzeichen NC8417 und dem Namen „San Pedro“ auf dem Flug von Mar del Plata, Argentinien, nach Buenos Aires, Argentinien in der Lagune von Mar Chiquita, Argentinien, während eines schweren Regensturms verloren. Sechs der sieben Personen an Bord wurden getötet, darunter alle drei Besatzungsmitglieder.[16]
- Am 8. Mai 1935 kam es zu einem Absturz einer Lockheed L-5A Vega NC9424 in Lima, Peru, wobei die Umstände des Unfalls unbekannt sind.[17][18]
- Am 24. Dezember 1935 stürzte eine Ford 5-AT-D mit dem Namen „San Felipe“ beim Anflug auf den Flughafen Limatambo von Lima in ein Haus.[19]
- Am 10. Oktober 1936 flog eine Douglas DC-2-118B (Kennzeichen NC14273) während eines Überführungsfluges in die Seite eines Berges. Die Besatzung bestehend aus dem Piloten A. Paschal, dem Co-Piloten Al Palmer und dem Funker J.P. Neyman überlebte den Unfall nicht.[20]
- Am 23. August 1937 befand sich eine Douglas DC-2-118A mit dem Namen „Santa Elena“ (Kennzeichen NC14298) auf einem Flug von Mendoza, Argentinien nach Cordoba, Argentinien, als das Flugzeug abstürzte, abbrannte und als ein Totalverlust abgeschrieben wurde. Der Unfall ereignete sich 20 Meilen nördlich von San Luis, Argentinien. An Bord befanden sich drei Besatzungsmitglieder, die bei dem Unfall ums Leben kamen.[21]
- Am 19. Juni 1938 stürzte eine Douglas DC-2-118A mit dem Kennzeichen NC14272 und dem Namen „Santa Lucia“ auf einem Flug von Santiago, Chile, nach Arica, Chile in den Anden ab, wobei alle vier an Bord befindlichen Personen starben. Das Flugzeug wurde erst im Februar 1941 von einheimischen Indianern gefunden.[22]
- Am 26. Juni 1941 befand sich eine Sikorsky S-43 (Kennzeichen NC16928) auf einem lokalen Übungsflug, nachdem sie vom Flughafen Rio de Janeiro–Santos Dumont gestartet war, um Instrumentenanflüge und Landungen in der Guanabara-Bucht zu üben. Bei einem dieser Anflüge und Landungen kam die S-43 in der Guanabara-Bucht mit der Nase nach unten auf dem Wasser auf, in dessen Folge sich eine Bugwelle aufbaute, das Flugzeug sich überschlug und sank. Das Flugzeug war ein Totalverlust, wobei alle vier Besatzungsmitglieder an Bord überlebten.[23]

- Am 29. November 1940 stürzte eine Douglas DC-2-118A mit dem Namen „Santa Silvia“ (Kennzeichen NC14292) auf einem Linienflugzeug zwischen Arequipa, Peru, und Lima, Peru fünf Minuten nach dem Start zum letzten Flugabschnitt nach Cali ab. Pilot J. J. Schiedel wurde schwer verletzt, Co-Pilot Benninghoff, Funker Arba Mock, Flugbegleiterin Maya Tafur und der einzige Passagier Luis Luna wurden leicht verletzt.[24]

- Am 22. Januar 1943 absolvierte eine Douglas DC-3A-399 der Panagra (NC33645) einen Linienflug zwischen dem Flughafen Arequipa und Lima, Peru. Etwa fünfzig Minuten nach dem Start und nach 15 Uhr meldete die Besatzung, dass sie den Río Ocoña überflogen, als die DC-3 kurz danach auf einem 13.000 Fuß hohen Berggipfel des Guayuri Grande Hill in der Provinz Caraveli, Departement Arequipa, aufschlug. Als Ursache wurde der Weiterflug unter Instrumentenflugbedingungen angegeben, was gegen die Vorschriften verstieß. Bei diesem CFIT (Controlled flight into terrain) wurden 14 Insassen getötet, vier Besatzungsmitglieder und 10 der 15 Passagiere.[25]

- Am 31. Juli 1944 stürzte ein Douglas DC-2-118A (NC14268) und dem Namen „Santa Ana“ in Arajuna, Ecuador, unter unbekannten Umständen ab. Weder Anzahl noch Schicksal der Insassen wurden bekannt, lediglich dass das Flugzeug einen Totalverlust erlitt.[26]

- Am 4. Januar 1945 stürzte eine Douglas DC-3A (NC19470) bei einem illegalen Flug vom Flughafen Limatambo, Peru, ab. Zwei Mechaniker und zwei unbekannte Personen hatten zuvor das Flugzeug bestiegen und starteten von Lima aus, als das Flugzeug 5 Meilen südlich von Chorrillos, Peru, abstürzte. Alle vier Insassen kamen ums Leben.[27]

- Am 29. Oktober 1962 verunglückte eine Douglas DC-7B (N51702) beim Start auf dem Flug vom Flughafen El Alto von La Paz, Bolivien nach Miami, Florida. Alle 42 Insassen, sechs Besatzungsmitglieder und 36 Passagiere, überlebten den Unfall, aber das Flugzeug wurde dabei ein Totalschaden.[28]

## Flugziele

### Vereinigte Staaten
- Washington, D.C.
- New York City
- Los Angeles
- Miami
- San Francisco

### Panama-Kanal-Zone
- Balboa (Panama)
- Panama-Stadt
- Cristóbal (Colón)

### Argentinien
- Buenos Aires
- San Salvador de Jujuy
- Rufino (Santa Fe)
- Junín (Buenos Aires)
- Salta (Stadt)
- Villa Mercedes
- Córdoba (Argentinien)
- Mendoza (Argentinien)
- Mar del Plata
- Morón (Argentinien)

### Bolivien
- La Paz
- Puerto Suárez
- Roboré
- San Ignacio de Velasco
- Concepción (Santa Cruz)
- Santa Cruz de la Sierra
- San José de Chiquitos
- Cochabamba
- Villazón
- Uyuni
- Oruro

### Brasilien
- Santa Mariana
- Corumbá
- Campo Grande
- Moquegua

### Chile
- Santiago de Chile
- Arica
- San Gregorio (Chile)
- Antofagasta
- Ovalle

### Kolumbien
- Barranquilla
- Cali
- Ipiales
- Tumaco
- Buenaventura (Kolumbien)
- Arauca (Stadt)

### Ecuador
- Guayaquil
- Loja (Ecuador)
- Salinas (Ecuador)
- Cuenca (Ecuador)
- Quito
- Esmeraldas (Ecuador)
- Manta (Ecuador)
- Cuenca (Ecuador)

### Peru
- Lima
- Mollendo
- Talara
- Distrikt Atico
- Arequipa
- Chiclayo
- Distrikt Pimentel
- Piura (Stadt)
- Camaná
- Tacna
- Moquegua
- Juliaca
- Cusco
- Huancayo
- Ica

### Uruguay
- Montevideo

## Flotte

### Sikorsky Aircraft Company
- Sikorsky S-38B
- Sikorsky S-43

### Fairchild Aircraft Company
- Fairchild FC-2
- Fairchild 71

### Ford Motor Company
- Ford Tri-Motor 5-AT

### Lockheed Corporation
- Lockheed Vega Model 5

### Douglas Aircraft Company
- Douglas DC-2
- Douglas DC-3
- Douglas DC-4
- Douglas DC-6 und Douglas DC-6B
- Douglas DC-7B
- Douglas DC-8-31 Intercontinental Jet, das einzige von Panagra betriebene Düsenflugzeug.

- Douglas DC-8-62 Intercontinental Jet, fünf Exemplare dieser Variante wurden 1966 von Panagra bestellt und im Sommer 1967 von Braniff übernommen.

## Galerie

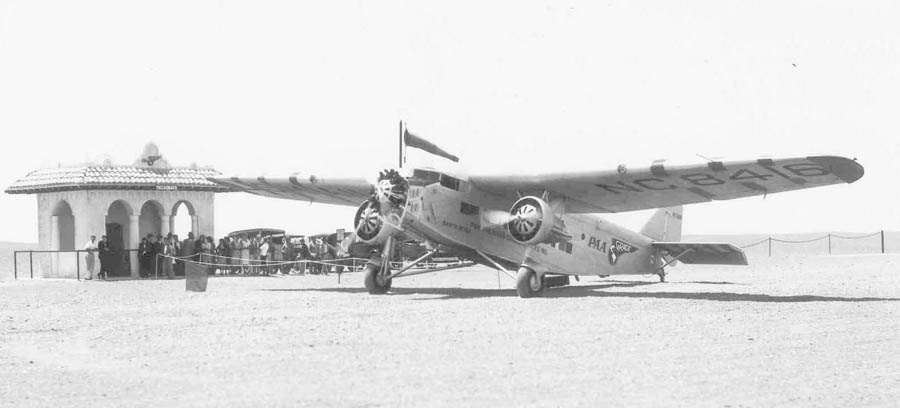
Ford Tri-Motor 5-AT
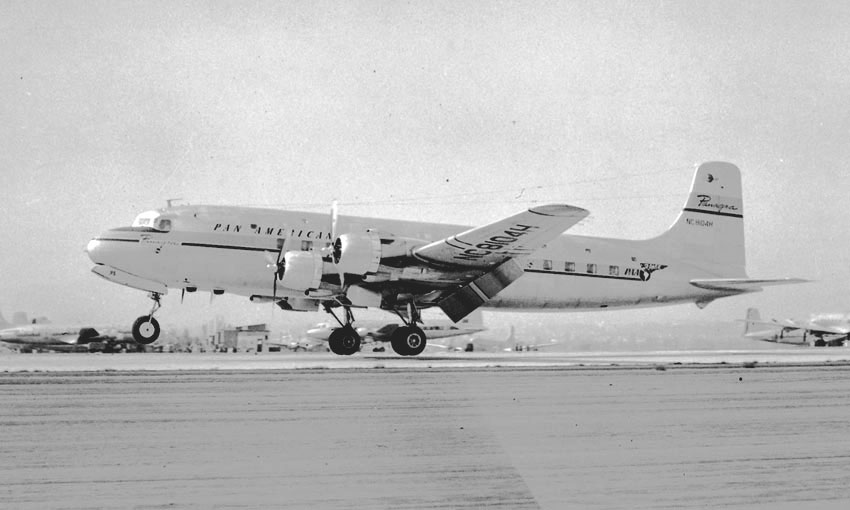
Panagra DC-6
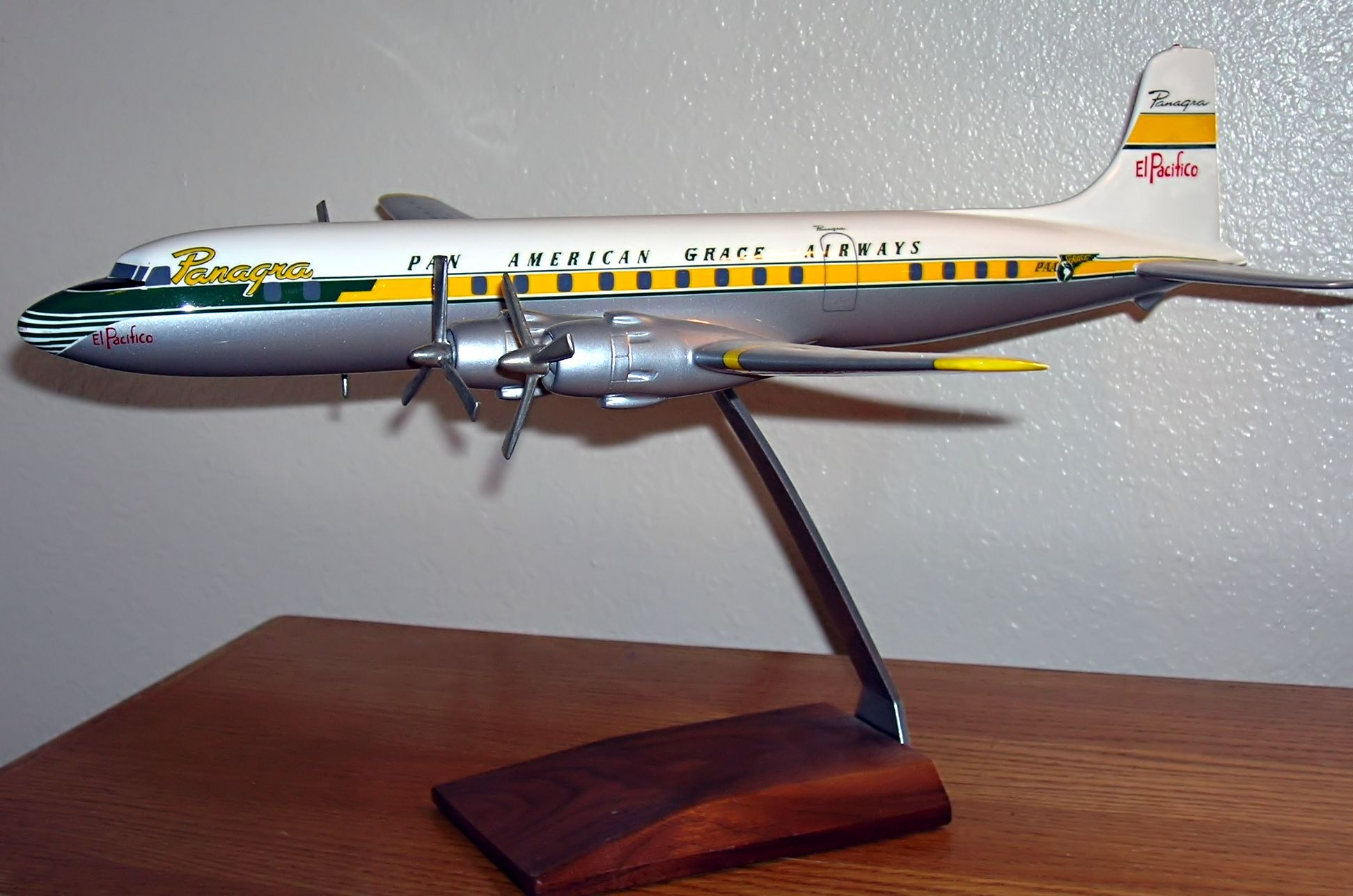
Panagra DC-6 model
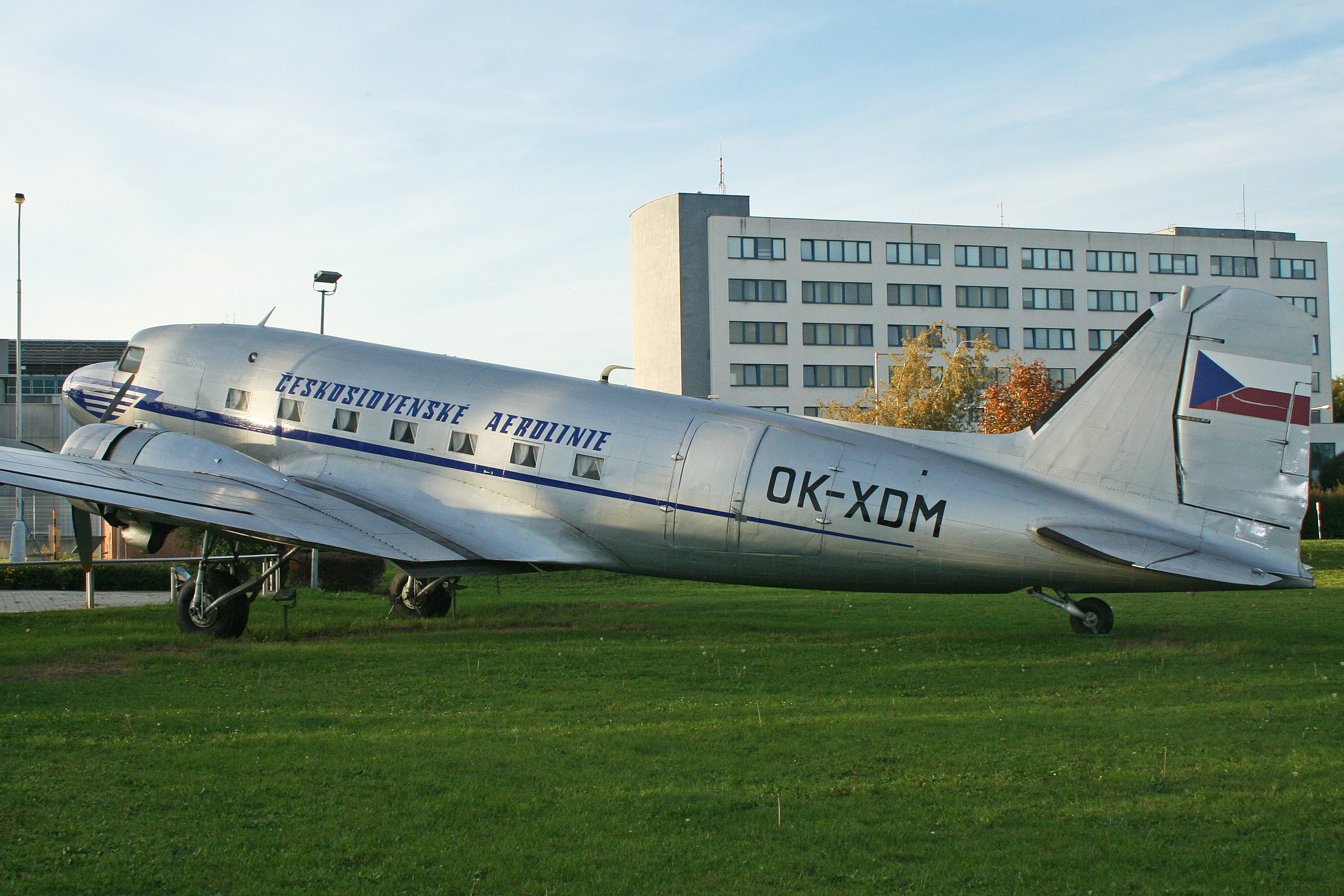
Eine ehemalige Panagra DC-3 steht heute in einem Museum in der historischen Lackierung von Czech Airlines
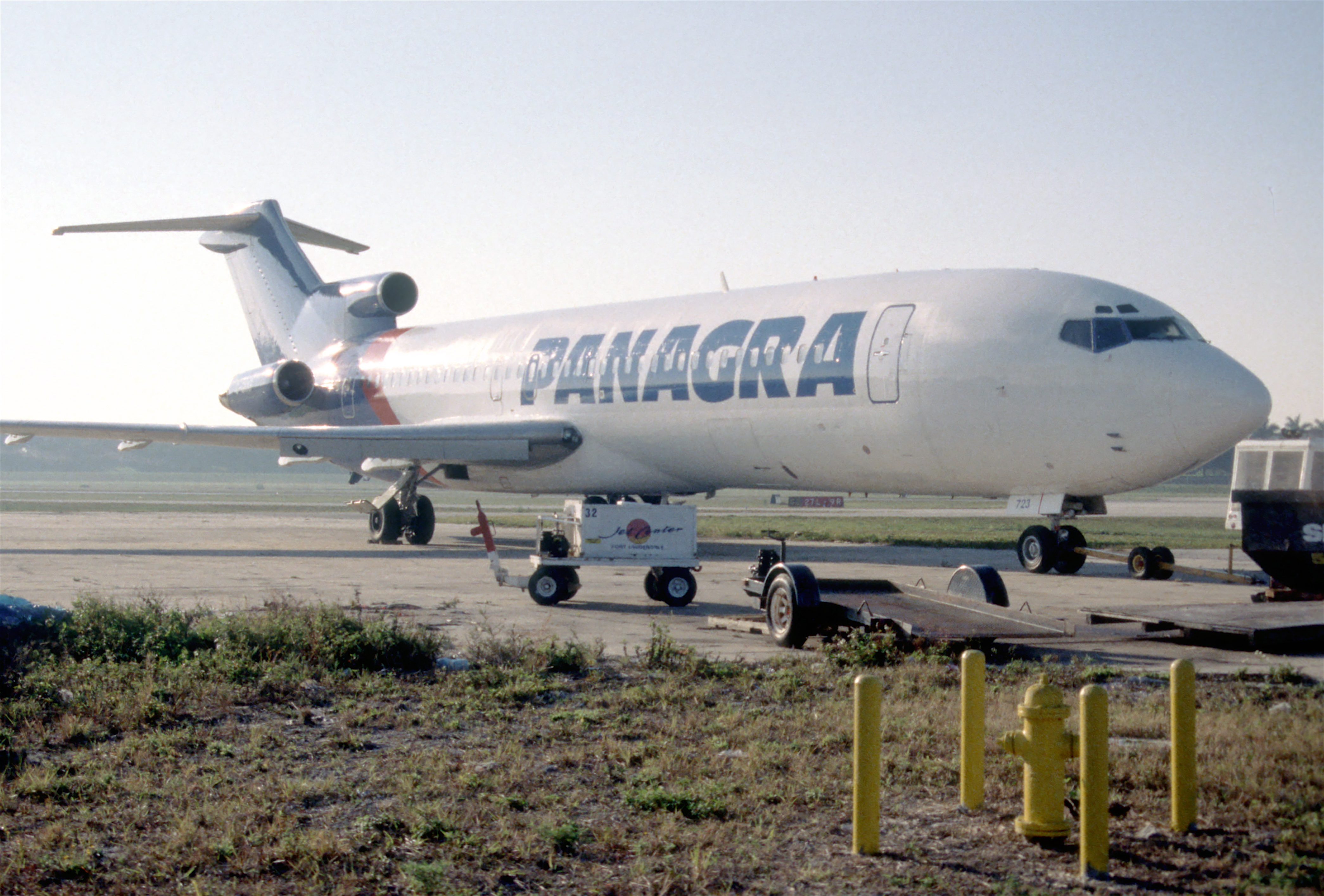
In den späten 1990er Jahren wurde der Name Panagra wiederbelebt, wie auf dieser Boeing 727.